# Mario et Luigi : L'Épopée fraternelle
Mario & Luigi : L'épopée fraternelle, connu sous les noms de Mario & Luigi RPG: Brothership! (マリオ&ルイージRPG ブラザーシップ!, Mario ando Ruīji Aru Pī Jī: Burazāshippu!) au Japon et de Mario & Luigi: Brothership dans les pays anglophones, est un jeu vidéo de rôle développé par Acquire et édité par Nintendo, sorti sur Nintendo Switch le 7 novembre 2024.
Il s'agit du sixième épisode de la série Mario & Luigi, ainsi que le premier à sortir sur une console de salon.

## Synopsis
Les personnages du Royaume Champignon ont été aspirés et transportés vers un univers parallèle : Connexia. Peu après leur arrivée mouvementée, Mario et Luigi font la connaissance d’Ampéria, Couchomb et Archibald à bord d’un grand navire sous forme d’arbre nommé Navisthme. Ampéria leur fait part de la tragédie que subit Connexia, à savoir la division d’une seule et même terre en une multitude d’îles dérivantes pour servir les intérêts de Voltfas, un être sombre et mystérieux dont les intentions restent floues.

## Personnages

### Protagonistes
- Mario : Le héros du Royaume Champignon.
- Luigi : Le frère de Mario qui l'accompagne dans ses aventures.
- Peach : La princesse du Royaume Champignon.
- Ampéria : À bord du Navisthme, Ampéria est une volticultrice qui cultive l’Unicéa (un arbre qui a la particularité de réunir des îles en une seule terre).
- Couchomb : Le nouveau compagnon d’aventure de Mario et Luigi.
- Archibald : Un matelot qui se charge de la tenue du portulan et avertit les héros lorsqu’ils sont à l’approche d’une île inconnue.
- Les Zéros : Un groupe de jeunes justiciers (maladroits) de Connexia.
- Ingénette : Une inventrice hors-pair. Elle confectionne des objets ou des machines permettant aux héros de poursuivre leurs aventures et de devenir plus forts.

### Antagonistes
- Bowser : L’éternel ennemi de nos héros.
- Voltfas : Un puissant individu masqué dont les desseins restent mystérieux. Il a séparé le Royaume de Connexia en plusieurs îles dérivantes.
- Trio Disjoncteur : Trio de malfaiteurs sous les ordres de leur maître Voltfas.
- Solima : Une ancienne entité maléfique dont l’objectif est de diviser les mondes pour en devenir le maître. C’est Voltfas, sous l’influence de Solima, qui a permis l’apparition de l’entité. Solima est le boss ultime de Mario et Luigi : L’Épopée Fraternelle.

## Développement
Le jeu est révélé en ouverture du Nintendo Direct du 18 juin 2024. Depuis ce jour, aucune information concernant le studio qui a repris la série n'a été indiquée par Nintendo. Il s'agit du premier jeu original de la série Mario and Luigi en 9 ans et le premier à ne pas être développé par AlphaDream, qui a fermé fin 2019 à cause d'une faillite. Le jeu est sorti le 7 novembre 2024 sur Nintendo Switch.
Le jeu est développé sous Unreal Engine.

## Accueil

### Critiques
Mario & Luigi : L'épopée fraternelle est globalement bien reçu par la presse, avec un score de 77/100 calculé par les agrégateurs de critiques OpenCritic et Metacritic,.
Le journal Le Monde donne au jeu une note de "176 volts sur 220", en pointant des animations et un humour réussis, mais déplorant l'aventure linéaire peu propice à l'exploration. Le magazine Gamekyo salue quant à lui la bonne reprise de la licence par Acquire malgré son manque d'innovations, et apprécie l'aspect visuel du jeu, mais reproche un univers "parmi les pires vus dans cette série" et un rythme très particulier.

### Ventes
Mario & Luigi : L'épopée fraternelle s'est écoulé à 1,84 million d'exemplaires durant son trimestre de lancement.